# Jamin Davis
(en) Statistiques sur pro-football-reference
Jamin Davis, né le 12 décembre 1998 à Honolulu à Hawaï, est un joueur professionnel américain de football américain qui évolue au poste de linebacker pour les Commanders de Washington dans la National Football League (NFL).
Il a joué au niveau universitaire pour l'Université du Kentucky et son équipe des Wildcats en NCAA Division I FBS avant d'être sélectionné par Washington lors du premier tour de la draft 2021 de la NFL.

## Biographie

### Jeunesse
Fils de parents dans l'U.S. Army, Davis est né dans une base militaire à Honolulu le 12 décembre 1998,. Sa famille déménage à Hinesville en Géorgie lorsqu'il à 1 an et il intègre le lycée Long County High School (en) de Ludowici dans le même État,. Il joue pour leur équipe de football américain aux postes de linebacker et de wide receiver. Il totalise 131 plaquages lors de son année junior et 126 plaquages et 3 touchdowns lors de son année junior,.

### Carrière universitaire
Estimé comme une recrue trois étoiles, Davis s'engage avec les Wildcats de l'université du Kentucky évoluant dans la NCAA Division I FBS. Redshirt en 2017, il ne joue pratiquement que des phases de jeu en équipes spéciales lors de la saison suivante,. En 2019, il totalise 32 plaquages et devient titulaire en 2010 où il devient le meilleur de son équipe au nombre de plaquages (102) tout en réussissant 1 sacks, 1 fumble forcé, 1 fumble recouvert et 3 interceptions (dont une qu'il retourne en touchdown sur 85 yards),.

### Carrière professionnelle
Davis est sélectionné en 19e choix global lors du premier tour de la draft 2021 de la NFL par la franchise des Commanders de Washington.
Il y signe son contrat rookie le 13 mai 2021 pour une durée de quatre saisons
Davis devient titulaire au poste de middle linebacker en 10e semaine contre les Eagles de Philadelphie, en remplacement de Cole Holcomb blessé. En fin de match, il recouvre un fumble adverse qui permet à son équipe d'inscrire un field goal donnant la victoire aux Commanders,. Il est placé dans la liste de réservistes blessés le 7 janvier 2023 terminant meilleur défenseur de son équipe avec 104 plaquages, 2 fumbles recouverts et 3 sacks.

## Statistiques
| Année       | Équipe               | Statut      | MJ |       | Plaquages | Plaquages | Plaquages | Plaquages |       | Interceptions | Interceptions | Interceptions | Interceptions |  | Fumbles | Fumbles |
| Année       | Équipe               | Statut      | MJ | Total | Seul      | Ast.      | Sacks     | Nb.       | Yards | Déf.          | TD            | Nb.           | Rec.          |  |         |         |
| 2018        | Wildcats du Kentucky | Fr.         | 07 | 010   | 04        | 0,0       | 1         | 18        | 1     | 0             | 0             | 0             |               |  |         |         |
| 2019        | Wildcats du Kentucky | So.         | 13 | 032   | 12        | 20        | 1,0       | 1         | 0     | 0             | 0             | 0             | 0             |  |         |         |
| 2020        | Wildcats du Kentucky | Jr.         | 10 | 102   | 48        | 54        | 1,5       | 3         | 90    | 2             | 1             | 1             | 0             |  |         |         |
| Totaux NCAA | Totaux NCAA          | Totaux NCAA | 20 | 144   | 66        | 78        | 2,5       | 5         | 108   | 3             | 1             | 1             | 0             |  |         |         |

| Taille              | Poids           | Bras          | Main          | Sprint   | Sprint   | Sprint   | Shuttle 20 yards | 3 cones drill | Détente        | Détente        | Développé couché | Test Wonderlic |
| Taille              | Poids           | Bras          | Main          | 40 yards | 10 yards | 20 yards | Shuttle 20 yards | 3 cones drill | verticale      | horizontale    | Développé couché | Test Wonderlic |
| 1,92 m (6 ft 3½ in) | 106 kg (234 lb) | 84 cm (33 in) | 24 cm (9½ in) | 4,47 s   | 1,53 s   | -        | 2,61 s           | -             | 107 cm (42 in) | 3,35 m (11 ft) | 21 reps          | -              |

| Année      | Équipe                   | MJ |       | Plaquages | Plaquages | Plaquages | Plaquages |       | Interceptions | Interceptions | Interceptions | Interceptions |  | Fumbles | Fumbles |
| Année      | Équipe                   | MJ | Total | Seul      | Ast.      | Sacks     | Nb.       | Yards | Déf.          | TD            | Nb.           | Rec.          |  |         |         |
| 2021       | Washington Football Team | 16 | 076   | 48        | 28        | 1,0       | 0         | 0     | 1             | 0             | 0             | 0             |  |         |         |
| 2022       | Commanders de Washington | 16 | 104   | 68        | 36        | 3,0       | 0         | 0     | 1             | 0             | 0             | 0             |  |         |         |
| Totaux NFL | Totaux NFL               | 32 | 180   | 112       | 64        | 4,0       | 0         | 0     | 2             | 0             | 0             | 0             |  |         |         |

## Vie privée
Le surnom d'enfance de Davis était Shadow, en référence à Shadow de la série de jeux vidéo Sonic the Hedgehog. Il reçoit le surnom d'un ami proche et partenaire d'athlétisme surnommé Sonic, puisque les deux personnages sont rivaux dans la série.
Davis s'est spécialisé dans le développement communautaire et dans le leadership à l'université et il a pporté le no 44 avec les Wildcats pour honorer sa grand-mère décédée à 44 ans.
Il effectuait un stage dans un cabinet d'avocat à Lexington (Kentucky), avant le début de la pandémie de COVID-19 en 2020. Davis est un fan de NASCAR et son pilote favori est Jimmie Johnson.

### Conduite dangereuse
Le 28 mars 2022, Davis est cité à comparaître pour sa deuxième accusation de conduite imprudente après avoir été surpris en train de conduire à 114 milles à l'heure sur la Loudoun County Parkway (en), une route d'État située en Virginie. e 1er août 2023, le tribunal du comté de Loudoun le déclare coupable, ce qui a valu à Davis une peine de 30 jours de prison, une amende et une suspension de son permis de conduire. Normalement réexaminé en appel deux jours plus tard, son cas est reporté au 31 août. mais est ensuite refixé au 4 mars 2024.